# Climagate
Climagate o Watergate climático es el nombre que en habla hispana se le ha dado al incidente conocido en habla inglesa como Climategate (aludiendo al escándalo Watergate y sus conversaciones grabadas) que consiste en un caso de filtración de documentos y piratería informática a la Climatic Research Unit (CRU, la Unidad de Investigación Climática) de la Universidad de East Anglia (Norwich, Inglaterra) que comenzó en noviembre de 2009 cuando uno de sus servidores fue presuntamente hackeado. Personas no identificadas supuestamente hackearon un servidor usado por la CRU y de forma anónima publicaron en internet copias de los documentos encontrados.
 El incidente, bajo investigación por la policía de Norfolk, involucra más de 1000 correos electrónicos y 3000 documentos que constituyen un tamaño de 160 MB de información que muestran conversaciones de científicos, datos y opiniones sobre el tema del calentamiento global.
 El incidente se difundió originalmente por Internet y los internautas han sido quienes han pasado la información a los medios de comunicación.

## Explicación
Los escépticos del cambio climático han afirmado que los correos electrónicos muestran la colusión de parte de un influyente grupo de científicos para manipular datos en favor de la teoría del cambio climático antropogénico y para mantener a los científicos contrarios a esta teoría fuera de la literatura de revisión por pares, y así poder presentar una teoría discutida como si fuese una verdad irrefutable y sin oposición seria. Sin embargo, observadores científicos independientes cuestionan esa interpretación. Nature comenta: “Lo que los  correos electrónicos no muestran, sin embargo, es una gran conspiración para confeccionar el calentamiento global...” y New Scientist
apunta que “no se ha mostrado que haya en los correos electrónicos  hackeados algo que implique una socavación de ninguna de las conclusiones científicas”.
Adicionalmente, algunos climatólogos, tales como Richard Somerville, han denunciado el incidente como una campaña de desprestigio. Phil Jones, ahora exdirector de la CRU puesto que renunció días después de conocerse el contenido de los correos, había llamado "ridículas" a las acusaciones de que los correos electrónicos implica una actividad "desfavorable", y Kevin Trenberth, del Centro Nacional de Investigación Atmosférica indica que los escépticos han citado selectivamente palabras y frases fuera de contexto en un intento de sabotear la Conferencia sobre el Cambio Climático de la ONU 2009 en Copenhague. Por ejemplo, un aspecto de la acusación fue que los correos electrónicos demostraban que hay una conspiración para excluir del informe de la IPCC la opinión de científicos que no aceptan el origen antropogénico del calentamiento global. Sin embargo, esas opiniones fueron incluidas en ese informe.
La universidad confirmó que una "infracción penal" de sus sistemas de seguridad se llevó a cabo, pero no podía confirmar la autenticidad de los materiales a corto plazo, y expresó su preocupación "de que la información personal de los individuos puede estar comprometida." Los detalles del incidente han sido denunciados a la policía, que está investigando. Más tarde, Phil Jones, ahora exdirector de la CRU, confirmó que todos los correos electrónicos filtrados que han provocado un acalorado debate parecían ser genuinos.
Posteriormente -a principios del 2010- dos investigaciones independientes absolvieron a los científicos de la Universidad de East Anglia.  Específicamente, la investigación llevada a cabo por el Comité de Ciencia y Tecnología de la Cámara de los Comunes británica concluyó que “en la medida que el Comité fue capaz de investigar acusaciones de deshonestidad contra el CRU, el Comité considera que no hay un caso que responder” (?)  y que “el Comité no encontró ninguna razón en esta investigación para cuestionar el consenso científico... que el calentamiento global está sucediendo... (y) que es inducido por la actividad humana”. La segunda investigación -organizada por la Universidad de East Anglia- concluye que: “No encontramos ninguna evidencia de alguna mala práctica científica deliberada en ninguno de los trabajos de la Unidad de Estudios Climáticos y creemos que si la hubiera la habríamos detectado.”

## Investigaciones oficiales
Hasta la fecha se han realizado seis investigaciones oficiales. Las principales críticas hacia los científicos implicados fueron dirigidas hacia sus métodos desorganizados, mentalidad de grupo y falta de transparencia. Sin embargo ninguna de ellas encontró evidencia de fraude o mala praxis científica y el consenso científico sobre el cambio climático antropogénico no se vio alterado por sus conclusiones.

### Comité de Ciencia y Tecnología de la Cámara de los Comunes
El 22 de enero de 2010, Comité de Ciencia y Tecnología de la Cámara de los Comunes anunció que realizaría una investigación, examinando el impacto de los datos revelados en la integridad de la investigación científica, revisando el alcance de la Revisión Independiente anunciada por la Universidad de East Anglia, y determinando cuán independientes son las bases de datos climáticas internacionales 
El Comité pidió presentaciones escritas a las partes interesadas y publicó las 55 presentaciones que había recibido hasta 10 de febrero. Entre estas había presentaciones de la Universidad de East Anglia, la  Global Warming Policy Foundation, el Instituto de Física de la Sociedad Real de Química, la oficina de Meteorología, varios otros organismos profesionales, científicos prominentes, algunos escépticos del cambio climático, varios Miembros del Parlamento y otras partes interesadas  . Una sesión oral se llevó a cabo el 1 de marzo de 2010. 
El Comité de Ciencia y Tecnología informó el 31 de marzo de 2010 que había constatado que "la reputación científica del profesor Jones y la CRU permanece intacta". Los correos electrónicos y denuncias alegadas en la controversia no impugnaron el consenso científico de que "el calentamiento global está ocurriendo y que es inducido por la actividad humana". Los Miembros del Parlamento no encontraron evidencia que acredite que Jones había manipulado los datos o interferido en el proceso de revisión por pares .
El comité criticó la "cultura de no divulgación de CRU" y una falta general de transparencia en los trabajos científicos de climatología ya que estos generalmente no incluían todos los datos y el código utilizado en la reconstrucción. Dijo que "incluso si los datos que utilizó la CRU no estuvieran a disposición del público -que casi todos lo están- o los métodos no estuvieran publicados -que sí lo fueron- los resultados todavía serían creíbles: los resultados de la CRU concuerdan con los de otras bases de datos internacionales, es decir, los análisis han sido repetidos y las conclusiones han sido verificadas". El informe agregó que "los científicos podrían haberse ahorrado un montón de problemas publicando todos sus datos en lugar de preocuparse por cómo dilapidar a sus críticos." El comité criticó la universidad por la forma en que manejó las solicitudes de Ley por la Libertad de la Información, y por no dar suficiente apoyo a los científicos para hacer frente a estas solicitudes .
El presidente del comité, Phil Willis dijo que la "práctica habitual" en la climatología de no publicar todos los datos en bruto y códigos fuente "tiene que cambiar y tiene que cambiar rápidamente". Jones admitió el envío de "mensajes de correo electrónico horrible", Willis ha comentado que "[Jones], probablemente desea que el correo electrónico no hubiera sido inventado", pero "aparte de eso estamos convencidos de que el profesor Jones ha sido en muchos aspectos como chivo expiatorio, como resultado de lo que realmente era una frustración de su parte a que las personas le exigieran información solamente para socavar su investigación. " Según Willis, esto no excusa el hecho de no tratar adecuadamente las solicitudes de la Ley de libertad de información, pero el comité aceptó que Jones había liberado a todos los datos que podía . Declaró: "... No hay ninguna razón por la cual el profesor Jones no pueda reasumir su cargo. Ciertamente no cooperó con quienes querían obtener datos, pero esto era cierto de todos los climatólogos" 
El comité tuvo cuidado de señalar que su informe había sido escrito después de un día de testimonios orales y no sería tan profunda como otras investigaciones .

### Panel de Evaluación Científica
El informe del Panel de Evaluación Científica independiente fue publicado el 14 de abril de 2010 y llegó a la conclusión de no había "ninguna evidencia de mala praxis científica deliberada en ningún trabajo de la CRU". Se encontró que la labor de la UCR había sido "llevada a cabo con integridad", y había utilizado métodos “justos y satisfactorios". Se declaró que la CRU había sido "objetiva e imparcial en su punto de vista de los datos y sus resultados, y no hubo ningún indicio de que adaptara los resultados a un programa en particular." En cambio, "su único objetivo era establecer un registro de la temperatura de los últimos siglos tan robusto como fuera posible." 
El panel comentó que era "muy sorprendente que la investigación en un área que depende en gran medida de los métodos estadísticos no se llevara a cabo en estrecha colaboración con estadistas profesionales." Se encontró que a pesar de que la CRU no había hecho uso inadecuado de los métodos estadísticos, algunos de los métodos utilizados no habían sido los mejores para este propósito, aunque dijo que "no está claro, sin embargo, que mejores métodos hubieran producido resultados significativamente distintos". Sugirió que el CRU podría haber hecho más para documentar y archivar su trabajo, datos y algoritmos, y afirmó que los científicos estaban "mal preparados" para la cantidad de atención pública generada por su trabajo, comentando que "como en muchos pequeños grupos, sus procedimientos internos eran más bien informales". Los medios de comunicación y otras organizaciones científicas fueron criticados por no siempre reflejar las incertidumbres, dudas y suposiciones de la labor realizada por la CRU. La política del Gobierno del Reino Unido de cobrar por el acceso a los datos científicos se describió como "incompatibles con las políticas de acceso abierto a los datos promovido en otros lugares." El panel señaló que "aunque lamentamos el tono de muchas de las críticas dirigidas hacia la CRU, creemos que este cuestionamiento de los métodos y datos utilizados en dendroclimatología en última instancia tendrá un efecto beneficioso y mejorará las prácticas de trabajo." Se encontró que algunas de las críticas habían sido "selectivas y poco caritativas" y los críticos habían mostrado "una ignorancia" acerca de las dificultades de la investigación en este ámbito .
Hablando en la conferencia de prensa en la que se anunció el informe, el presidente del panel, Lord Oxburgh, afirmó que su equipo no había encontrado "absolutamente ninguna evidencia de irregularidad alguna" y que "sea lo que sea que se dijera en los emails, la ciencia básica parece haberse realizado de manera justa y correcta". Dijo que muchas de las críticas y acusaciones de mala conducta científica habían sido hechas por personas "a quienes no les gusta las implicaciones de algunas de las conclusiones" alcanzadas por los científicos de la CRU. Las reiteradas peticiones de libertad de información hechas por el escéptico del cambio climático Steve McIntyre y otros "podría considerarse una campaña de acoso" y la cuestión de cómo las Leyes de Libertad de Información deben ser aplicadas en un contexto académico sigue sin resolverse.  Otro miembro del panel, el profesor David Hand, felicitó a la CRU por ser explícito acerca de las incertidumbres inherentes en los datos de su investigación, comentando que "no hay pruebas de nada oculto - por el contrario, han traído a la luz pública las incertidumbres con las que tratan." 
El vicerrector de la Universidad de East Anglia, Edward Acton, les dio la bienvenida a las conclusiones del panel. Describiendo el informe como "muy positivo", afirmó que "es especialmente importante que, a pesar de una avalancha de acusaciones y calumnias en contra de la CRU, este grupo independiente de científicos de renombre han concluido que no hay evidencia alguna de mala práctica científica."  Criticó la forma en que los correos electrónicos que había sido distorsionados, diciendo que "UEA ya ha dejado constancia de su profundo pesar e ira que el robo de correos electrónicos de la Universidad, y la tergiversación descarada de su contenido, como se revela tanto en el presente informe y el anterior por el Comité de Ciencia y Tecnología haya dañado la reputación de la climatología del Reino Unido. " La UEA emitió una declaración en la que aceptaba que "las cosas podrían haberse hecho mejor." Esta también decía que las mejoras ya se habían llevado a cabo por la CRU y otros en la comunidad climatológica y que la Universidad "seguirá velando por que estos imperativos se mantengan." Uso incorrecto de la plantilla enlace roto (enlace roto disponible en Internet Archive; véase el historial, la primera versión y la última).
Más tarde se supo que el Panel de Evaluación Científica no evaluó la calidad, sino la integridad del trabajo de la UCR. Phil Willis lo describió un "truco de prestidigitación" y no era lo que la Comisión Parlamentaria que había presidido había sido llevada a creer. También hubo cuestionamientos sobre la selección de las publicaciones examinadas por el panel.  Lord Oxburgh dijo Acton estuvo mal al decirle, en marzo, al Comité de Ciencia y Tecnología que su investigación se ocuparía de la ciencia en sí misma. "Creo que eso no era correcto", dijo Oxburgh. "Esto tenía que hacerse rápidamente. Esta era su preocupación. Realmente querían hacer algo en menos de un mes. No había manera que nuestro grupo de expertos pudiera evaluar la ciencia." 

### Universidad Estatal de Pensilvania
La Universidad Estatal de Pensilvania anunció en diciembre de 2009 que analizaría el trabajo de Michael Mann, en particular, buscando algo que no hubiera sido abordado en una revisión anterior del Consejo Nacional de Investigación de la Academia Nacional de Ciencias, que había encontrado algunos fallos en su metodología pero estuvo de acuerdo con los resultados.    En respuesta, Mann dijo que acogería con agrado la revisión. La comisión investigadora determinó posteriormente que no había pruebas creíbles de que Mann hubiera suprimido o falseado datos, destruido correos electrónicos, información y / o datos relacionados con el Informe de Evaluación del IPCC, o hubiera habido mal uso de información privilegiada o confidencial. El comité no emitió una conclusión de carácter definitiva en el punto central de la investigación - "si el Dr. Mann se había desviado seriamente de las prácticas aceptadas en la comunidad académica para proponer, realizar, o informar investigación u otras actividades académicas". El comité dijo que la investigación anterior de la Academia Nacional de Ciencias había encontrado "que la investigación del Dr. Mann estaba dentro de los límites de la práctica aceptada", pero a la luz de la nueva información disponible esta cuestión de la conducta iba a ser investigada por cinco prominentes científicos de Penn State de otras disciplinas científicas .
La Comisión Investigadora informó el 4 de junio de 2010 que había "determinado que el Dr. Michael E. Mann no intervino, ni participó, directa o indirectamente, en ninguna acción que se desviara seriamente de las prácticas aceptadas en la comunidad académica". En cuanto a compartir con sus colegas manuscritos sin publicar asumiendo consentimiento tácito, consideró que ese intercambio fue "negligente e inadecuado", sin adherirse a una mejor práctica y obtener el consentimiento expreso de los autores de antemano, aunque la opinión experta en este punto es variable. Dijo que su éxito para proponer investigación y conseguir financiamiento para ella, "pone claramente Dr. Mann entre los científicos más respetados en su campo. Este éxito no hubiera sido posible si no cumpliera o excediera los estándares más altos de su profesión para la propuesta de investigación." El amplio reconocimiento de Mann dentro de la comunidad científica demostró que "su trabajo científico, especialmente en la realización de sus investigaciones, desde el comienzo ha sido juzgado como excelente por un amplio espectro de científicos." Se acordó por unanimidad que "no hay ninguna sustancia" en las acusaciones contra Mann .
Mann dijo que lamentaba no haberse opuesto a la sugerencia de Jones en un mensaje de 29 de mayo de 2008 de borrar correos electrónicos. "En retrospectiva me hubiera haberle dicho: 'Oye, ni siquiera deberías estar pensando en esto'", Mann dijo en marzo de 2010. "No pensé que se trataba de una propuesta apropiada." La respuesta de Mann a Jones en el momento fue de a transmitir la petición a otro científico. "Lo importante es que no eliminé ningún email. Y creo que [Jones] tampoco." 

### Revisión Independiente
Anunciada en diciembre de 2009, una investigación británica encargada por la Universidad de Eeast Anglia y presidida por Sir Muir Russell, publicó su informe final en julio de 2010.  La Comisión concluyó que los científicos eran inocentes y desestimó las acusaciones de manipulación de datos. Se constató que el "rigor y honestidad" de los científicos en la Unidad de Investigación Climática no está en duda.  El panel encontró que no se subvirtió el proceso de revisión por pares para censurar la crítica como se alegaba, y que los datos fundamentales necesarios para reproducir sus resultados se encontraban a libre disposición de cualquier investigador "competente" .
El panel de reprochó a los CRU por su negativa a liberar archivos, y encontró que una gráfica producida en 1999 era "engañoso", aunque no de manera deliberada, ya que las aclaraciones necesarias habían sido incluidas en el texto que lo acompaña.  Se encontró evidencia de que los correos electrónicos podrían haber sido eliminados con el fin de que no estuvieran disponibles en caso de una posible petición posterior, aunque el panel no preguntó a todos en la CRU si lo habían hecho en realidad .
A la finalizar la investigación, Jones fue reinstalado con el recién creado puesto de Director de Investigación.   

### Agencia de Protección Ambiental de EE. UU.
La Agencia de Protección Ambiental de los Estados Unidos (EPA) emitió un reporte en 2009 como preparación a las regulaciones climáticas sobre gases de efecto invernadero. Los estados de Virginia y Texas, activistas conservadores y grupos empresariales como la Cámara de Comercio de EE. UU., el Competitive Enterprise Institute y la carbonífera Peabody Energy, enviaron peticiones  para reconsiderarlo asegurando que los correos electrónicos de la CRU habían refutado la ciencia. 
La EPA examinó todos los correos electrónicos y concluyó que no había mérito en esos reclamos, que "consistentemente malinterpretan las cuestiones científicas", llegan a "conclusiones científicamente erróneas", "recurren a la exageración", y "a menudo seleccionan las citas que mejor sugieren la apariencia de impropiedad, sin mirar más profundamente en los temas. " En una declaración emitida el 29 de julio de 2010, la administradora de la EPA, Lisa P. Jackson, dijo que las peticiones se basaban "en datos editados selectivamente y tomados fuera de contexto y una controversia manufacturada" y no proveían "evidencia alguna para socavar nuestra determinación. El exceso de gases de efecto invernadero es una amenaza para nuestra salud y bienestar. "
La EPA publicó un informe detallado sobre las cuestiones planteadas por los peticionarios y las respuestas, junto con una hoja informativa,  y un documento de "mitos vs. los hechos" que indica que "los peticionarios dicen que los correos electrónicos revelados de la CRU proporcionan evidencia de una conspiración para manipular los datos. La cobertura de los medios después de los correos electrónicos fueran liberados se basó en declaraciones citadas fuera de contexto y en teorías de conspiración sin fundamento. Los correos electrónicos de la CRU no muestran ni que la ciencia sea defectuosa ni que el proceso científico haya sido comprometido. La EPA revisó cuidadosamente los correos de la CRU y no encontró ningún indicio de manipulación de datos inadecuada o tergiversación de los resultados. "

### National Science Foundation
La Oficina del Inspector General de la National Science Foundation cerró una investigación el 15 de agosto de 2011 que exoneró a  Michael Mann de las acusaciones de mala conducta científica. El informe  encontró que Mann no había falsificado datos, destruido correos electrónicos, hecho mal uso de información privilegiada, o desviado seriamente de las prácticas científicas aceptadas. Reconoció que existe un debate científico adecuado y en curso sobre su uso de las estadísticas, pero notó de este debate científico "no constituye por sí mismo, evidencia de mala conducta científica."